# Francesco Rucco
Francesco Rucco (Lecce, 28 giugno 1974) è un politico italiano, sindaco di Vicenza dal 2018 al 2023.

## Biografia
Nato a Lecce ma residente fin da bambino a Vicenza, dopo la maturità scientifica conseguita al Liceo Quadri, si è laureato nel 1999 in giurisprudenza all'Università degli Studi di Parma con una tesi in diritto penale sulla diffamazione a mezzo stampa. Dal 1999 al 2001 ha svolto la pratica professionale in uno studio legale di Vicenza, con il quale ha collaborato fino al 2007, anno in cui ha fondato con alcuni colleghi lo studio legale Contin Rucco e Associati, con sede nel centro storico del capoluogo berico.
Sportivo e appassionato di calcio e tennis, praticati fin da giovane, è da sempre tifoso del Vicenza Calcio a cui è affezionato e abbonato da decenni.

### Carriera politica
Tra il 2000 e il 2003 è stato presidente della circoscrizione 4 "Postumia", la zona di Vicenza in cui è cresciuto.
Eletto in consiglio comunale per la prima volta nel 2003, è stato prima consigliere comunale e poi capogruppo di Alleanza Nazionale fino alla sua confluenza nel Popolo delle Libertà.
Nel 2013, abbandonato il Popolo delle Libertà, in dissenso con la linea politica del partito, è stato rieletto in consiglio comunale nella lista civica della candidata sindaco Manuela Dal Lago, risultando il consigliere comunale più votato del centrodestra. Ha concluso il mandato amministrativo da consigliere comunale come capogruppo della lista civica Idea Vicenza, espressione dell'omonima associazione fondata nel 2014.

#### Sindaco di Vicenza
Alle elezioni amministrative del 10 giugno 2018, a cui si è candidato con il sostegno di una coalizione di centro-destra, ha ottenuto il 50,64% dei voti al primo turno, diventando subito nuovo sindaco.
Nell'ottobre successivo viene anche eletto presidente della provincia di Vicenza, carica che ha ricoperto fino al 29 maggio 2023.
A gennaio 2023 annuncia la sua ricandidatura a sindaco del capoluogo berico in vista delle elezioni amministrative previste in primavera.
In svantaggio al primo turno, viene sconfitto da Giacomo Possamai al ballottaggio non riuscendo (per la prima volta nella storia della città) ad essere rieletto per un secondo mandato.